# Senna Lodigiana
Senna Lodigiana – miejscowość i gmina we Włoszech, w regionie Lombardia, w prowincji Lodi.
Według danych na rok 2004 gminę zamieszkiwało 2020 osób, 77,7 os./km².